# Stazione di Vignale
La stazione di Vignale è una stazione ferroviaria di diramazione da cui si dipartono le tre linee ferroviarie, per Arona, per Domodossola e per Varallo. È la più piccola delle tre stazioni di Novara, situata nell'omonima frazione e posta sopra il canale Cavour.

## Storia

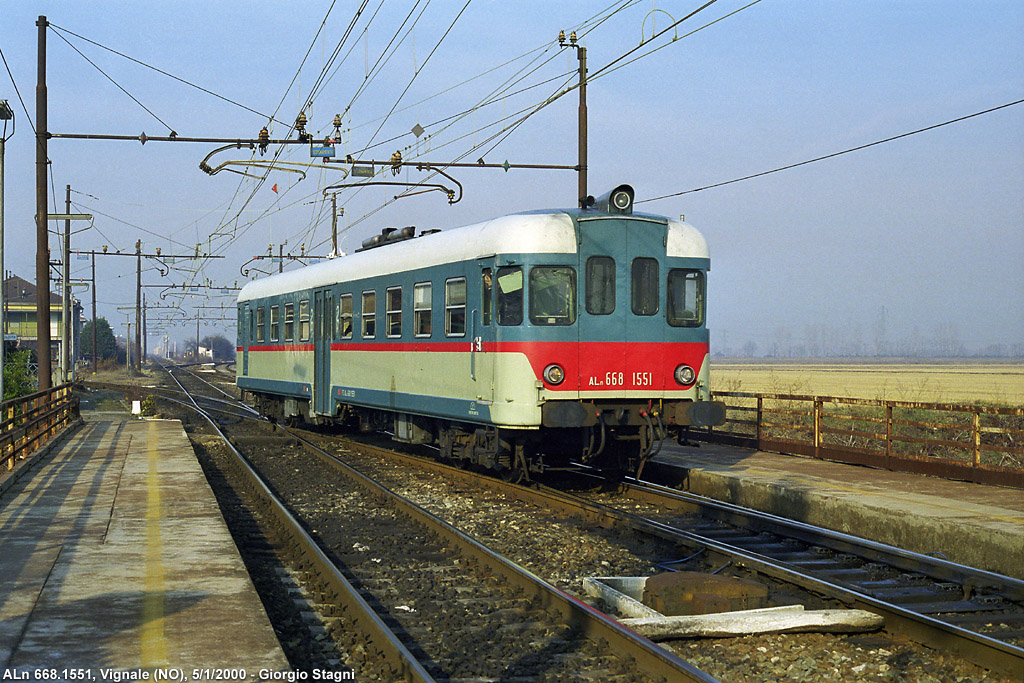
Un'automotrice ALn 668 a Vignale

La stazione entrò in funzione il 14 giugno 1855 con l'apertura del terzo tronco fra Novara e Arona della linea Alessandria-Novara-Arona.
Il 10 marzo 1864 fu inaugurato il primo tratto della linea Novara-Domodossola, che venne fatto derivare dalla stazione di Vignale per poi giungere a Gozzano. Da allora la stazione assunse anche il ruolo di diramazione. Il 22 febbraio 1883 si aggiunse inoltre la linea Novara-Varallo, con l'apertura del tronco Vignale-Romagnano Sesia.
A seguito della statizzazione delle ferrovie, tra il 1905 e il 1906, le linee inizialmente gestita dalle Società private vennero incorporate nella rete statale e l'esercizio degli impianti fu assunto dalle Ferrovie dello Stato.
Dal 2000 la gestione delle linee, e con esse quella della stazione di Vignale, passò in carico a Rete Ferroviaria Italiana la quale ai fini commerciali classifica l'impianto nella categoria "Bronze".

## Strutture e impianti

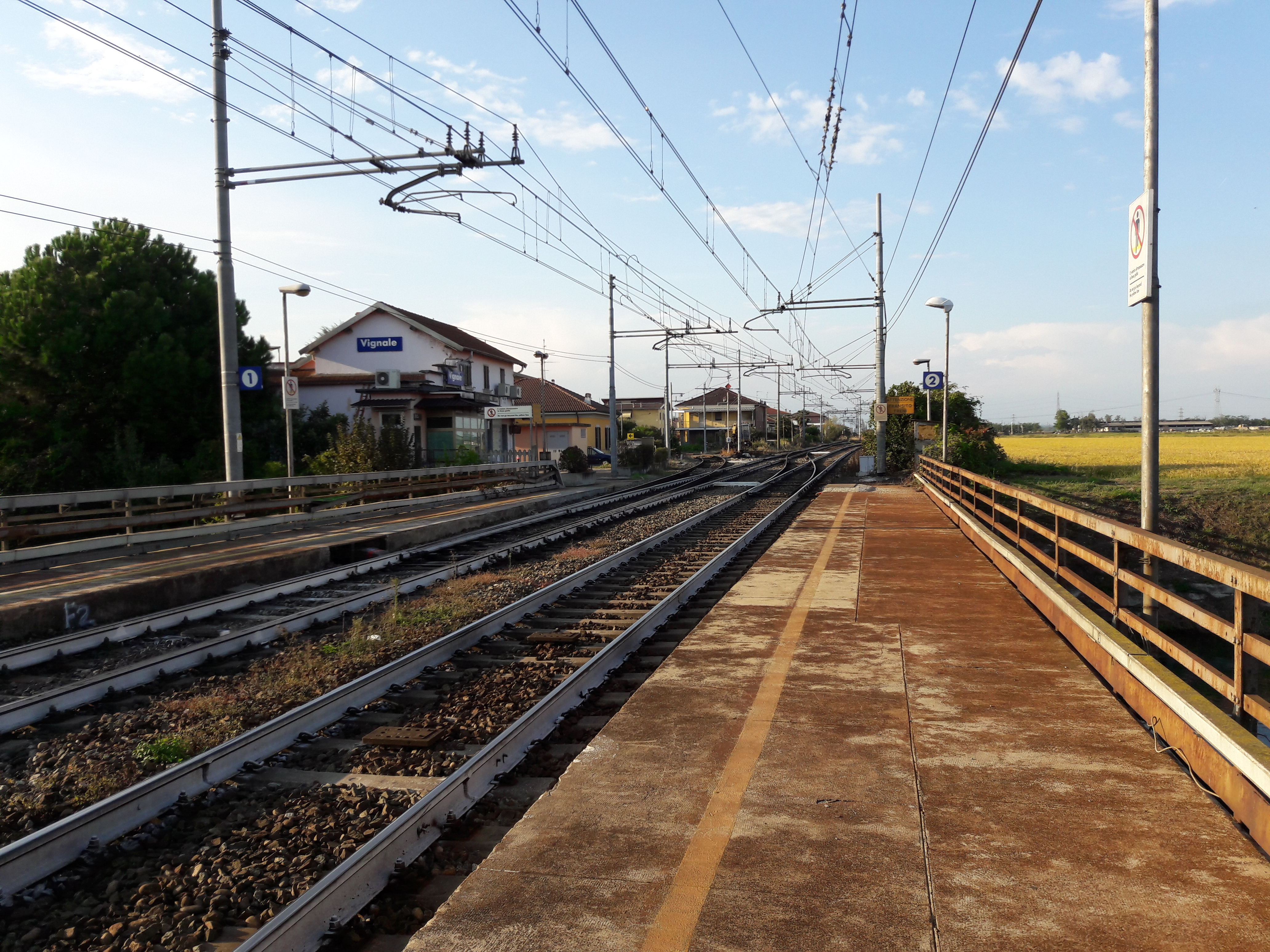
Il fascio binari della stazione

La stazione è dotata di due binari passanti da cui si diramano tre linee ferroviarie a binario unico, dalla tratta comune a doppio binario in direzione Novara. Il primo binario è di corretto tracciato della linea Novara-Domodossola; da esso si dirama sulla sinistra la ferrovia Novara-Varallo. Il secondo binario, invece, è di corretto tracciato della linea Novara-Arona, che si dirama sulla destra.
I binari sono raccordati tra loro in entrambe le direzioni della stazione, al fine di consentire ai treni di effettuare incroci o precedenze, oltre a essere deviati in base al senso di marcia. I treni provenienti dalla linea Novara-Varallo possono accedere al secondo binario mediante un solo raccordo in uscita dalla stazione in direzione Novara, poiché lo scambio che ne permetteva l'accesso a lato nord risulta rimosso a partire dagli anni duemila.
Entrambi i binari risultano serviti da due banchine collegate mediante una passerella a raso; in realtà il servizio viaggiatori viene effettuato soltanto sul primo binario.
Non è presente lo scalo merci poiché tutti i convogli che svolgono questa funzione partono o si dirigono presso quello di Novara Boschetto.
Il fabbricato viaggiatori si sviluppa su due piani e non è fruibile da parte dell'utenza; ospita al piano terra una sala d'attesa chiusa e l'ufficio del Dirigente Movimento. Quest'ultimo risulta presenziato e dispone di un banco di manovra per gli enti del piazzale della stazione, oltre ai sistemi di telecomando punto-punto per il comando a distanza della stazione di Fara Novarese, della linea Novara-Varallo, attraverso l'ACC-M (Apparato Centrale Computerizzato-Multistazione).

## Movimento

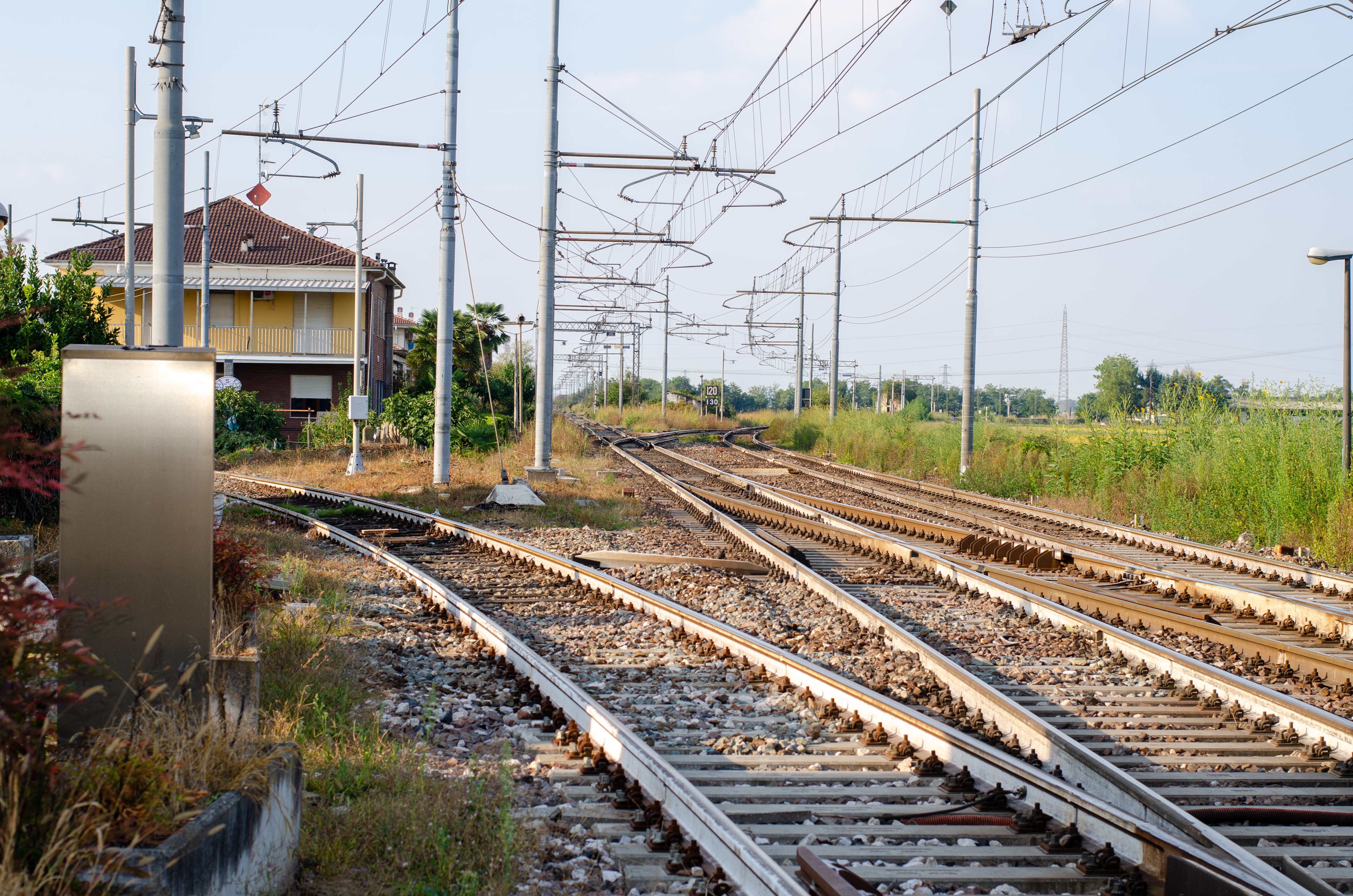
Le tre linee diramate dalla stazione di Vignale

La stazione è servita, nei soli giorni feriali, dai treni regionali della linea Novara-Arona, svolti da Trenitalia nell'ambito del contratto di servizio stipulato con la Regione Piemonte.
Per quanto riguarda la Novara-Varallo, sospesa al traffico passeggeri ordinario, nei giorni festivi, nelle sole date programmate, effettuano fermata in stazione i saltuari treni storici che servono la linea; inoltre ogni anno, durante il mese di luglio, la stazione risulta servita dai treni-navetta in occasione dell'Alpà.

## Interscambio
- Fermata bus urbani SUN Novara (linea 6; fermata di Corso Risorgimento 290) ed extraurbani